# Phyllomys pattoni
Phyllomys pattoni (іржавобокий атлантичний деревний щур) — вид гризунів родини щетинцевих. Основний ареал — від узбережжя штату Параїба до північного сходу штату Сан-Паулу, Бразилія. Зустрічається в основному в широколистяних вічнозелених лісах та пов'язаних з ними місцях проживання, таких як мангрові зарості, від рівня моря до 1000 м. Вид названий на честь Джеймса Паттона.

## Морфологія
Це найбільш сильно вкритий голками деревний щур у роді Phyllomys. Спинні голки світло-сірі біля основи, поступово темніючи до чорної середини, і закінчуючись помаранчевим наконечником. На більшості остюків на крупі відсутні характерні батогоподібні кінчики, присутні в усіх інших видів Phyllomys. Верх темно-коричневий і крапчастий завдяки голкам, що мають кінчики кольору іржі. Колючки помітні від основи хвоста до голови, але найдовші й найпоширеніші на крупі. Хвіст трохи коротший, ніж голова і тіла, вкриті тонким волоссям, яке не приховує його поверхні. Череп міцний і відносно широкий. Черевне волосся коротке (5 см), жорстке, колір від кремово-білого до сіро-білого.
Вусові вібриси довгі, найдовші досягають 6—7 см, більшість з'являються в парі: чорний тонший і коротший і чорно-коричневий товщий і довший. Щічні вібриси чорно-коричневі, найдовші досягають 5 см. Надочні вібриси чорні, найдовші досягають 5 см. Передні й задні ступні покриті зверху сріблястим і кремово-білим волосся. Білі незвичні нігтьові пучки волосся досягають, але рідко перевищують довжину пазурів. Хвіст сіро-бурий, темніший зверху, покритий шестикутною лускою.

## Поведінка
Багато особин знайдено вдень, коли щур перебував у гнізді з листя та гілок, яке влаштоване в порожнині дерева.

## Загрози та охорона
Ліси, в яких живе цей гризун, постійно зменшуються і фрагментуються. Вид зустрічається на кількох великих природоохоронних територіях.